# Eustaquio III de Boulogne

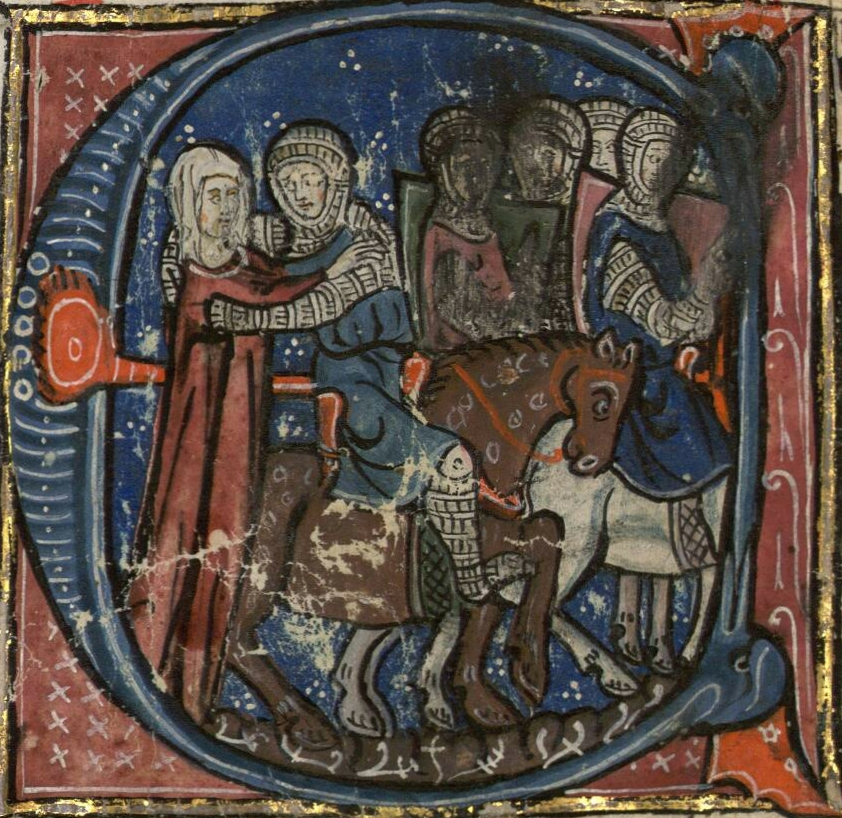
Ida despidiendo a sus tres hijos Godofredo, Balduino y Eustaquio

Eustaquio III de Boulogne (m.1125) fue conde de Boulogne, sucesor de su padre, Eustaquio II de Boulogne. Su madre fue Ida de Boulogne. Hermano de Godofredo de Bouillón y de Balduino I de Jerusalén, fue uno de los participantes de la Primera Cruzada.

## Biografía
Las primeras informaciones acerca de la vida de Eustaquio le sitúan en la batalla de Hastings de 1066, como aliado de Guillermo I de Inglaterra, y aparece como uno de los posibles causantes de la muerte del rey Haroldo II de Inglaterra. Se cree también que dio a Guillermo su propio caballo después de que hubiese perdido el suyo a manos de Gyrth Godwinson, hermano de Harold.
Sucedió a su padre como conde de Boulogne en 1087.
Partió a luchar en la Primera Cruzada en 1096 junto con sus hermanos Godofredo y Balduino. Eustaquio, sin embargo, volvería pronto para retomar la administración de sus dominos. Se casó con María de Escocia, hija del rey Malcolm III de Escocia y de Santa Margarita de Escocia. Eustaquio y María tuvieron una hija, Matilda de Boulogne.
Cuando su hermano pequeño Balduino murió en 1118 a Eustaquio se le ofreció el trono de Jerusalén. En un principio Eustaquio no estaba interesado, pero le convencieron para aceptarlo y partió en dirección a Jerusalén hasta llegar a Apulia. Ahí recibió la información de que un familiar lejano, Balduino de Bourcq había sido ya coronado, por lo que Eustaquio retornó a Boulogne. Murió alrededor de 1125.
A su muerte el condado de Boulogne fue heredado por su hija Matilda y por su marido, Esteban de Blois, conde de Mortain y que llegaría a ser también rey de Inglaterra. A la muerte de Matilda en 1151 el condado pasó a su hijo, Eustaquio IV de Boulogne, luego a su segundo hijo Guillermo y finalmente a su hija María de Boulogne, puesto que los dos hijos murieron sin descendencia.